# Corpse paint

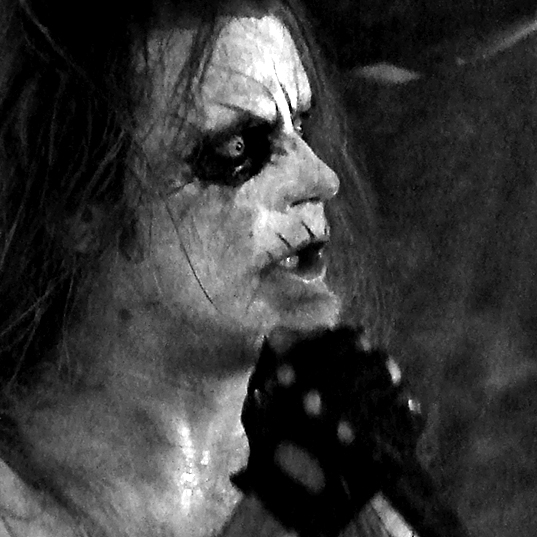
Høest, de la banda Taake, utilizando su característico corpse paint.

Corpse paint o corpsepaint ("Pintura de cadáver" en inglés) es un estilo de maquillaje usado por los músicos de black metal en el que se emplean principalmente los colores blanco y negro. El maquillaje se utiliza para intensificar la imagen malvada y antihumana de las bandas así como también reflejar la ideología de algunas de ellas. La mayoría de las veces se aplica en el rostro, pero también en los brazos y el torso. En algunas ocasiones también se utilizan otros colores aparte del blanco y el negro, generalmente rojo o se acompaña de sangre real o simulada.  

## Definición
El corpse paint consiste generalmente en cubrir la cara del músico con maquillaje blanco y añadir detalles en negro, como por ejemplo las cuencas de los ojos. La forma de maquillarse suele ser un rasgo distintivo del músico, y rara vez cambia. En escasas ocasiones se utilizan otros colores: los miembros de Gorgoroth y Bloodbath suelen usar maquillaje rojo para imitar a la sangre, Attila Csihar de Mayhem utiliza neones, mientras que los integrantes de Dødheimsgard han experimentado con otros tonos.El negro representa la oscuridad y el lado místico, mientras que el blanco simboliza la muerte.

## Orígenes
Aunque los estilos del maquillaje similar a los cadáveres lograron una gran popularidad en los artistas de rock de la década de 1970, siendo los más destacados  Kiss, Alice Cooper y Arthur Brown, así también como la banda de punk The Damned, la banda horror punk Misfits y la banda de doom metal Death SS, quienes fueron pioneros en el uso de este maquillaje, probablemente haya sido  King Diamond quien más influyó sobre la imagen facial utilizada en el black metal.
En el cine, el corpse paint ha tenido influencia en varios géneros, como el terror y el drama , siendo utilizado en diversas formas para evocar miedo o profundizar en la psicología de personajes perturbados. Destaca en películas como Lords of Chaos (2018), El cuervo (1994) y en la saga Sinister (2012).